# Ballur, Navalgund
Ballur là một làng thuộc tehsil Navalgund, huyện Dharwad, bang Karnataka, Ấn Độ.